# Blepharostoma trichophyllum
Blepharostoma trichophyllum ist eine Lebermoos-Art aus der Familie Blepharostomataceae. Sie ist die einzige in Europa vertretene Art ihrer Familie und gehört zur Gruppe der beblätterten Lebermoose. Deutschsprachige Namen sind Gewöhnliches Wimpernmoos oder Haarblatt-Lebermoos.

## Merkmale
Blepharostoma trichophyllum wächst in dichten, gelbgrünen Rasen oder auch vereinzelt zwischen anderen Moosen. Die Pflanzen sind sehr zart, ihre kriechenden bis aufsteigenden Stämmchen sind unregelmäßig verzweigt, nur 0,5 Zentimeter breit und werden bis etwa 1,5 Zentimeter lang. Die quergestellten Flankenblätter sind bis zum Grund in vier borstenförmige, einzellreihige Blattzipfel geteilt. Die Zellen der Blattzipfel sind rechteckig und enthalten 4 bis 8 Ölkörper. Unterblätter sind vorhanden, sie sind ähnlich den Flankenblättern und haben 2 bis 4 Blattzipfel.
Die Moosart ist gewöhnlich monözisch, gelegentlich diözisch. Sporogone werden öfters gebildet. Perianthien sitzen am Stämmchenende, sind birnförmig bis zylindrisch, oben stumpf dreikantig und haben eine bewimperte Mündung. Sporenkapseln sind eiförmig, die 10 bis 12 µm großen Sporen punktiert-rau. Selten werden an den Enden der Blattborsten kugelige, einzellige Brutkörper ausgebildet.

## Standortansprüche
Blepharostoma trichophyllum wächst in Wäldern auf kalkfreien, luftfeuchten, schattigen Standorten. Hier siedelt es besonders auf morschem Holz, weiters im Stammfußbereich lebender Bäume und auf Silikatgestein, seltener auf Erde. Es wächst nie in Sümpfen.
Typische Begleitmoose sind Lepidozia reptans, Tetraphis pellucida, Nowellia curvifolia und Tritomaria exsecta.

## Verbreitung
In Europa ist die Art besonders in den nördlichen und mittleren Teilen weit verbreitet, weniger dagegen in den südlichen Teilen. Es kommt von der Ebene bis in die subalpine Stufe vor, im Tiefland ist es seltener. 
Vorkommen außerhalb von Europa gibt es in Asien, Nord-, Mittel- und nordwestliches Südamerika, im tropischen Afrika, auf den Kanarischen Inseln und Hawaii.